# Монтгомери, Арчибальд, 17-й граф Эглинтон
Арчибальд Уильям Александр Монтгомери, 17-й граф Эглинтон (англ. Archibald William Alexander Montgomerie, 17th Earl of Eglinton; 16 октября 1914 — 21 апреля 1966) — шотландский аристократ.

## Происхождение и образование
Родился 16 октября 1914 года. Старший сын Арчибальда Сетона Монтгомери, 16-го графа Эглинтона (1880—1945), и его первой жены, леди Беатрис Сьюзан Далримпл (1881—1962), дочери Джона Далримпла, 11-го графа Стэра.
Он получил образование в Итонском колледже и в Нью-колледже Оксфорда.

## Карьера
22 апреля 1945 года после смерти своего отца Арчибальд Монтгомери унаследовал титулы 17-го графа Эглинтона (Пэрство Шотландии), 18-го лорда Монтгомери (Пэрство Шотландии), 5-го графа Уинтона (Пэрство Соединённого королевства) и 6-го барона Ардроссана из Ардроссана в графстве Айршир (Пэрство Соединённого королевства), став членом Палаты лордов Великобритании.
Получил чин майора в Айрширском йоменском полку Территориальной армии. Участвовал во Второй мировой войне. Был принят в члены королевской роты лучников. Он занимал должности лорда-лейтенанта Айршира (1948—1953) и вице-лорда-лейтенанта Айршира (1953—1966).
Великий мастер Великой ложи Шотландии в 1957—1961 годах.

## Личная жизнь
10 ноября 1938 года Арчибальд Монтгомери женился на Урсуле Джоан Уотсон (7 мая 1916 — 22 мая 1987), дочери достопочтенного Рональда Баннатайна Уотсона. У супругов родилось четверо детей:
- Арчибальд Джордж Монтгомери, 18-й граф Эглинтон (27 августа 1939 — 14 июня 2018)[2], преемник отца.
- Леди Сюзанна Монтгомери (род. 19 октября 1941)[2], в 1963 году она вышла замуж за капитана Дэвида Дандаса Юнга Кроуфорда, от брака с которым у неё было трое детей.
- Леди Элизабет Беатрис Монтгомери (род. 29 августа 1945)[2], в 1976 году она вышла замуж за майора Кристофера Майлза Барна, от брака с которым у неё было один сын.
- Леди Эгида Сетон Монтгомери (29 августа 1945 — 30 января 1957)[2]